# Sankt Georgen an der Stiefing
Sankt Georgen an der Stiefing est une commune autrichienne du district de Leibnitz en Styrie.
Elle se trouve à environ 30 km au sud de Graz, dans le sud ensoleillé de la Styrie. La ville est située au bord des premières chaînes de montagnes de la région montagneuse de la Styrie orientale, dans le coin nord-est du fertile Leibnitzerfeld. 